# Hubert Köpfler
Hubert Köpfler, né le 15 septembre 1935, est un patineur artistique suisse. Au cours de sa carrière sportive, il est quintuple champion de Suisse, et participe aux Jeux olympiques d'hiver de 1960.

## Carrière amateur

### Carrière sportive
Hubert Köpfler est quintuple champion de Suisse (1953, 1957, 1959, 1960 et 1961).
Il représente son pays à trois championnats européens (1953 à Dortmund, 1959 à Davos et 1960 à Garmisch-Partenkirchen), quatre mondiaux (1953 à Davos, 1957 à Colorado Springs, 1959 à Colorado Springs et 1960 à Vancouver), et aux Jeux olympiques d'hiver de 1960 à Squaw Valley.

## Palmarès
| Compétition                                                                                            | 1953 | 1954 | 1955 | 1956 | 1957 | 1958 | 1959 | 1960 | 1961 |
| Jeux olympiques d'hiver                                                                                |      |      |      |      |      |      |      | 11e  |      |
| Championnats du monde                                                                                  | 12e  |      |      |      | 12e  |      | 13e  | 13e  | CA   |
| Championnats d’Europe                                                                                  | 5e   |      |      |      |      |      | 9e   | 11e  |      |
| Championnats de Suisse                                                                                 | 1er  |      |      |      | 1er  |      | 1er  | 1er  | 1er  |
| Légende : CA = Championnats du monde 1961 annulés à cause de la catastrophe aérienne du vol 548 Sabena |      |      |      |      |      |      |      |      |      |